# Leo den Hop
Leo den Hop, artiestennaam van Leo Hoppenbrouwers (Bergen op Zoom, 1940), is een Nederlands zanger.
In de periode tussen 1968 en 1978 bracht hij Nederlandstalige feestnummers uit, die vaak werden geschreven en geproduceerd door Jack de Nijs (Jack Jersey) en Pierre Kartner (Vader Abraham). Zijn werk verscheen eerst via het label Polydor en later via Imperial/EMI.
In april 1973 maakte hij deel uit van de artiestenkoor Brabants Bont, met daarnaast Jack de Nijs, Yvonne de Nijs, Wil de Bras en Jan Boezeroen.

## Singles
| Jaar | single                           | Veronica Top 40 | Hilversum 3 Top 30 | opmerking                          |
| ---- | -------------------------------- | --------------- | ------------------ | ---------------------------------- |
| 1968 | Antoinette                       | 8               | 10                 |                                    |
| 1969 | Susanne                          | Tipparade       |                    | met Koor Majorettes Van Roosendaal |
| 1969 | Je bent de sigaar                | Tipparade       |                    |                                    |
| 1970 | In de hemel is geen druppel bier | 22              | 29                 |                                    |
| 1971 | Oh mamma                         |                 |                    |                                    |
| 1972 | Morgen een kater...              | 27              |                    |                                    |
| 1973 | M'n boerenkiel                   | Tipparade       |                    |                                    |
| 1973 | Geef me twee minuten tijd        | Tipparade       |                    |                                    |
| 1973 | 'n Karretje op de zandweg reed   |                 |                    |                                    |
| 1976 | Hei hei hei                      |                 |                    |                                    |
| 1978 | Rij jij drink ik                 |                 |                    |                                    |